# Microbrotula bentleyi
Microbrotula bentleyi är en fiskart som beskrevs av Anderson 2005. Microbrotula bentleyi ingår i släktet Microbrotula och familjen Bythitidae. Inga underarter finns listade i Catalogue of Life.